# Roberto Repetto
Roberto Repetto (Buenos Aires, 13 de febrero de 1881 - Buenos Aires, 21 de junio de 1950) fue un abogado y juez argentino, estudioso del derecho público y constitucional, que se desempeñó como ministro de la Corte Suprema de Justicia entre 1923 y 1946, nominado por el presidente Marcelo Torcuato de Alvear. Siendo presidente del máximo tribunal, sabía muy bien el destino que le aguardaba con la llegada del peronismo al poder. Consciente de su destino, en abril de 1946, renunció e inició los trámites de la jubilación. Fue acusado de mal desempeño por “no haber obligado al gobierno de facto iniciado en 1943 a aceptar la orden de sucesión impuesta por la ley de acefalía”.

## Biografía
Estudió  en la Facultad de Derecho de la Universidad de Buenos Aires, donde se recibió de abogado en 1908 con el estudio Algunas consideraciones sobre el régimen inmobiliario e hipotecario, en el que vertió algunas ideas originales sobre el sistema de bienes raíces. Fue un alumno destacado y el Ministro de Justicia e Instrucción Pública del presidente José Figueroa Alcorta, el civilista y profesor universitario Juan Antonio Bibiloni, lo nombró subsecretario de justicia, cargo que desempeñó entre 1907 y 1910, y por las mismas fechas fue profesor suplente de Derecho Civil en la Universidad de Buenos Aires.
Ingresó en la administración de justicia al ser nombrado en 1910 juez nacional en lo civil en la Capital Federal y seis años después ascendió a juez de la Cámara Nacional de Apelaciones en lo Civil. Por decreto del 27 de septiembre de 1923 el presidente Marcelo Torcuato de Alvear –de quien se dice que conocía a Repetto solamente por sus antecedentes- lo nombró juez de la Corte Suprema de Justicia de la Nación para llenar la vacante dejada por el fallecimiento de Dámaso E. Palacio. tras el fallecimiento de Figueroa Alcorta, Repetto fue elegido por los demás miembros del Tribunal para la presidencia (Acordada del 22 de junio de 1932) y por el Poder Ejecutivo por decreto del mismo día.
A mediados de 1926 el presidente Alvear creó una comisión para reformar el Código Civil integrada por Repetto –su presidente-, Julián V. Pera Raymundo Salvat, Héctor Lafaille, Juan Carlos Rébora, Enrique Martínez Paz, José A. Gervasoni, Juan Antonio Bibiloni y Rodolfo Rivarola. La comisión encargó a Bibiloni que redactara un anteproyecto –conocido posteriormente como el Anteproyecto Bibiloni- que finalizó en 1932. La Comisión Reformadora analizó el anteproyecto y sobre su base preparó el proyecto de reforma (que constituía un nuevo texto íntegro de Código Civil) y en octubre de 1936 la comisión – que había quedado integrada por Repetto, Rivarola, Martínez Paz, Lafaille y el camarista en lo civil Gastón Federico Tobal lo envió al Poder Ejecutivo pero nunca fue tratado por el Congreso.
Repetto fue miembro de la Academia Nacional de Derecho y Ciencias Sociales de Buenos Aires y en 1932 fue designado presidente de la Comisión Internacional de Conciliación prevista en el tratado entre Bélgica y los Estados Unidos.
El 6 de septiembre de 1930 se produjo el primer golpe de Estado exitoso de los varios ocurridos en su país; la situación del grupo golpista era jurídicamente insostenible, ya que su origen era ilegal. A pedido de los colaboradores del general José Félix Uriburu, que había usurpado el gobierno, la Corte Suprema de Justicia publicó cuatro días después del golpe una acordada — norma legal emanada de una corte judicial — en la que declaraba que los actos y las designaciones de funcionarios emanadas de un gobierno de facto como el que se acababa de establecer eran jurídicamente válidos, cualquiera que pueda ser el vicio o deficiencia de sus nombramientos o de su elección, fundándose en razones de policía y necesidad». Esa declaración dio marco legal a la "doctrina de los gobiernos de facto", por la que se dio validez -con ciertas limitaciones- a los actos de un gobierno que tuviera ese origen.
Continuó ejerciendo el cargo de ministro de la Corte Suprema de Justicia durante toda la llamada Década Infame. En 1943, la Corte que aún integraba Repetto reconoció en una acordada que la doctrina de los gobiernos de facto debía aplicarse también a la dictadura militar surgida de la revolución del 4 de junio de ese año.
En 1947, durante la presidencia de Juan Domingo Perón, el Congreso Nacional le inició juicio político junto a otros dos miembros de la Corte imputándole diversos cargos, entre los cuales estaba haber dictado las dos acordadas referidas.
Antes que se dictara el fallo, Repetto con una nota en la que alegaba exigencias de salud, presentó su renuncia al cargo, la que fue aceptada por sus pares de la Corte por Acordada del 24 de abril de 1946, F. 207-5, y por decreto del Poder Ejecutivo del 22 de mayo de ese año, quedando así excluido del juicio político. 
Falleció en Buenos Aires el 21 de junio de 1950. Estaba casado con Martina Britos, con quien tuvo varios hijos.